# Liste de films de super-héros
Cet article est une liste chronologique de films de super-héros.
Ne figurent pas dans cette liste les séries télévisées.

## Avant 1950
- Captain America (1944) de Elmer Clifton et John English

## Années 1950
- Superman et les Nains de l'enfer (Superman and the Mole Men) de Lee Sholem

## Années 1960

### 1966
- Batman de Leslie H. Martinson

### 1967
- Superman contre les robots (Argoman super diabolico) de Lewis E. Ciannelli et Vincenzo Flamini

### 1968
- Danger : Diabolik ! de Mario Bava
- La mujer murcielago de Alfredo Salazar

### 1969
- Mister Freedom de William Klein

## Années 1970

### 1975
- Doc Savage arrive de Michael Anderson
- Super Inframan de Shan Hua

### 1977
- L'Homme araignée de E. W. Swackhamer

### 1978
- La Riposte de l'homme-araignée de Ron Satlof
- Superman de Richard Donner

### 1979
- L'Incroyable Hulk de Kenneth Johnson
- Supersonic Man de Juan Piquer Simón
- Captain America de Rod Holcomb
- Captain America 2 de Ivan Nagy
- L'Homme puma de Alberto De Martino

## Années 1980

### 1980
- Hulk revient de Kenneth Johnson
- Superman 2 de Richard Lester

### 1981
- Condorman de Charles Jarrott

### 1983
- Superman 3 de Richard Lester
- The Return of Captain Invincible de Philippe Mora

### 1984
- Supergirl de Jeannot Szwarc

### 1985
- The Toxic Avenger de Lloyd Kaufman

### 1986
- Howard... une nouvelle race de héros de Willard Huyck

### 1987
- Superman 4 de Sidney J. Furie

### 1989
- Batman de Tim Burton
- Punisher de Mark Goldblatt

## Années 1990

### 1990
- Darkman de Sam Raimi
- Les Tortues Ninja (Teenage Mutant Ninja Turtles) de Steve Barron
- Captain America de Albert Pyun

### 1991
- The Rocketeer de Joe Johnston
- Les Tortues Ninja 2 : Les héros sont de retour de Michael Pressman
- La Mort de l'incroyable Hulk de Bill Bixby

### 1992
- Batman : Le Défi de Tim Burton

### 1993
- Batman contre le fantôme masqué de Bruce Timm
- Meteor Man de Robert Townsend
- Les Tortues Ninja 3 de Stuart Gillard

### 1994
- The Shadow de Russell Mulcahy
- The Crow de Alex Proyas
- The Mask de Chuck Russell
- Darkman 2 : Le retour de Durant de Bradford May
- Blankman de Damon Wayans
- Les Quatre Fantastiques de Oley Sassone

### 1995
- Batman Forever de Joel Schumacher
- Judge Dredd de Danny Cannon
- Power Rangers, le film de Bryan Spicer
- Tank Girl de Rachel Talalay

### 1996
- Le Fantôme du Bengale de Simon Wincer
- Darkman 3 de Bradford May
- Black Mask de Daniel Lee Yan-kong
- The Crow : La Cité des anges de Tim Pope

### 1997
- Batman et Robin de Joel Schumacher
- Spawn de Mark Dippé
- Power Rangers Turbo, le film de David Winning et Shuki Levy
- Steel de Kenneth Johnson

### 1998
- Blade de Stephen Norrington

### 1999
- Mystery Men de Kinka Usher

## Années 2000

### 2000
- Incassable de M. Night Shyamalan
- X-Men de Bryan Singer
- Batman, la relève : Le Retour du Joker de Curt Geda
- The Specials de Craig Mazin
- The Crow 3: Salvation de Bharat Nalluri

### 2001
- The Double-D Avenger de William Winckler

### 2002
- Blade 2 de Guillermo del Toro
- Spider-Man de Sam Raimi
- Black Mask 2: City of Masks de Tsui Hark
- Les Supers Nanas, le film de Craig McCracken

### 2003
- Daredevil de Mark Steven Johnson
- Hulk de Ang Lee
- X-Men 2 de Bryan Singer

### 2004
- Blade: Trinity de David S. Goyer
- Capitaine Sky et le Monde de demain de Kerry Conran
- Catwoman de Pitof
- Hellboy de Guillermo del Toro
- Les Indestructibles de Brad Bird
- The Punisher de Jonathan Hensleigh
- Spider-Man 2 de Sam Raimi
- Zebraman de Takashi Miike
- Casshern de Kazuaki Kiriya

### 2005
- Batman Begins de Christopher Nolan
- Elektra de Rob S. Bowman
- Les Quatre Fantastiques de Tim Story
- L'École fantastique de Mike Mitchell
- Les Aventures de Shark Boy et Lava Girl de Robert Rodriguez
- The Crow: Wicked Prayer de Lance Mungia

### 2006
- Ultimate Avengers de Curt Geda, Steven E. Gordon et Bob Richardson
- Ultimate Avengers 2 de Will Meugniot et Dick Sebast
- Ma super ex de Ivan Reitman
- Superman Returns de Bryan Singer
- X-Men : L'Affrontement final de Brett Ratner
- Zoom : L'Académie des super-héros de Peter Hewitt
- Krrish de Rakesh Roshan
- Cicak-Man de Yusri Kru

### 2007
- Ghost Rider de Mark Steven Johnson
- Les Quatre Fantastiques et le Surfer d'argent de Tim Story
- Spider-Man 3 de Sam Raimi
- TMNT : Les Tortues Ninja de Kevin Munroe
- Underdog de Frederik Du Chau
- Superman : Le Crépuscule d'un dieu de Bruce Timm

### 2008
- The Dark Knight : Le Chevalier noir de Christopher Nolan
- Hancock de Peter Berg
- Hellboy 2 de Guillermo del Toro
- L'Incroyable Hulk de Louis Leterrier
- Iron Man de Jon Favreau
- Punisher : Zone de guerre (Punisher: War Zone) de Lexi Alexander
- The Spirit de Frank Miller
- Super Héros Movie de Craig Mazin
- Special de Jeremy Passmore et Hal Haberman
- Underdog, chien volant non identifié de Frederik Du Chau
- Cicak-Man 2 de Yusry Kru

### 2009
- Watchmen : Les Gardiens de Zack Snyder
- X-Men Origins: Wolverine de Gavin Hood
- Push de Paul McGuigan
- L'Éclair noir de Alexander Voïtinsky et Dmitri Kisseliov (ru)
- Astro Boy de David Bowers
- Yatterman de Takashi Miike

## Années 2010

### 2010
- Iron Man 2 de Jon Favreau
- Jonah Hex de Jimmy Hayward
- Kick-Ass de Matthew Vaughn
- Megamind de Tom McGrath
- Red Eagle de Wisit Sasanatieng
- Defendor de Peter Stebbings
- Zebraman 2 de Takashi Miike
- Blast de Benny Chan

### 2011
- Captain America: First Avenger de Joe Johnston
- The Green Hornet de Michel Gondry
- Green Lantern de Martin Campbell
- Thor de Kenneth Branagh
- X-Men : Le Commencement de Matthew Vaughn
- Super de James Gunn
- Voltage ou Ra.One de Anubhav Sinha

### 2012
- Avengers de Joss Whedon
- The Amazing Spider-Man de Marc Webb
- The Dark Knight Rises de Christopher Nolan
- Dredd de Pete Travis
- Ghost Rider 2 : L'Esprit de vengeance de Mark Neveldine et Brian Taylor
- Chronicle de Josh Trank

### 2013
- Iron Man 3 de Shane Black
- Man of Steel de Zack Snyder
- Wolverine : Le Combat de l'immortel de James Mangold
- Kick-Ass 2 de Jeff Wadlow
- Thor : Le Monde des ténèbres de Alan Taylor
- Krrish 3 de Rakesh Roshan

### 2014
- The Amazing Spider-Man : Le Destin d'un héros de Marc Webb
- Captain America : Le Soldat de l'hiver d'Anthony et Joe Russo
- X-Men: Days of Future Past de Bryan Singer
- Les Gardiens de la Galaxie de James Gunn
- Ninja Turtles (Teenage Mutant Ninja Turtles) de Jonathan Liebesman
- Les Nouveaux Héros de Don Hall et Chris Williams

### 2015
- Avengers : L'Ère d'Ultron (Avengers: Age of Ultron) de Joss Whedon
- Ant-Man de Peyton Reed
- Les Quatre Fantastiques de Josh Trank
- Bob l'éponge, le film : Un héros sort de l'eau de Paul Tibbit

### 2016
- Deadpool de Tim Miller
- Batman v Superman : L'Aube de la justice de Zack Snyder
- Captain America: Civil War d'Anthony et Joe Russo
- X-Men: Apocalypse de Bryan Singer
- Ninja Turtles 2 de Dave Green
- Suicide Squad de David Ayer
- Doctor Strange de Scott Derrickson

### 2017
- Capitaine Superslip de David Soren
- Les Gardiens de la Galaxie Vol. 2 de James Gunn
- Guardians de Sarik Andreassian
- Justice League de Zack Snyder
- Lego Batman, le film de Chris McKay
- Logan de James Mangold
- Power Rangers de Dean Israelite
- Spider-Man: Homecoming de Jon Watts
- Thor : Ragnarok de Taika Waititi
- Wonder Woman de Patty Jenkins

### 2018
- Aquaman de James Wan
- Ant-Man et la Guêpe de Peyton Reed
- Black Panther de Ryan Coogler
- Avengers: Infinity War d'Anthony et Joe Russo
- Deadpool 2 de David Leitch
- Les Indestructibles 2 de Brad Bird
- Spider-Man: New Generation de Peter Ramsey
- Venom de Ruben Fleischer

### 2019
- Glass de M. Night Shyamalan
- Captain Marvel de Ryan Fleck et Anna Boden
- Shazam! de David F. Sandberg
- Avengers: Endgame d'Anthony et Joe Russo
- Hellboy de Neil Marshall
- X-Men: Dark Phoenix de Simon Kinberg
- Spider-Man: Far From Home de Jon Watts
- Joker de Todd Phillips

## Années 2020

### 2020
- Birds of Prey de Cathy Yan
- Les Phénomènes de Felix Binder (de)
- Les Nouveaux Mutants de Josh Boone
- Wonder Woman 1984 de Patty Jenkins

### 2021
- Black Widow de Cate Shortland
- Les Éternels (Eternals) de Chloé Zhao
- Flora & Ulysses de Lena Khan (en)
- Shang-Chi et la Légende des Dix Anneaux de Destin Daniel Cretton
- Spider-Man: No Way Home de Jon Watts
- The Suicide Squad de James Gunn
- Venom: Let There Be Carnage d'Andy Serkis
- Zack Snyder's Justice League de Zack Snyder

### 2022
- The Batman de Matt Reeves
- Black Adam de Jaume Collet-Serra
- Black Panther: Wakanda Forever de Ryan Coogler
- Doctor Strange in the Multiverse of Madness de Sam Raimi
- Krypto et les Super-Animaux de Jared Stern (en)
- Thor: Love and Thunder de Taika Waititi

### 2023
- Ant-Man et la Guêpe : Quantumania de Peyton Reed
- Aquaman et le Royaume perdu de James Wan
- Blue Beetle d'Angel Manuel Soto
- The Flash d'Andy Muschietti
- Les Gardiens de la Galaxie Vol. 3 de James Gunn
- The Marvels de Nia DaCosta
- Miraculous, le film de Jérémy Zag
- La Pat' Patrouille : La Super Patrouille, le film de Cal Brunker (en)
- Shazam! La Rage des Dieux de David F. Sandberg
- Spider-Man : Across the Spider-Verse de Joaquim Dos Santos (en), Kemp Powers et Justin K. Thompson

### 2024
- The Crow de Rupert Sanders
- Deadpool & Wolverine de Shawn Levy
- Joker : Folie à deux de Todd Phillips
- Kraven le Chasseur de J. C. Chandor
- Madame Web de S. J. Clarkson (en)
- Venom: The Last Dance de Kelly Marcel

### 2025
- Captain America: Brave New World de Julius Onah
- Les Quatre Fantastiques : Premiers pas de Matt Shakman
- Superman de James Gunn
- Thunderbolts* de Jake Schreier